# 卡尔广场 (慕尼黑)

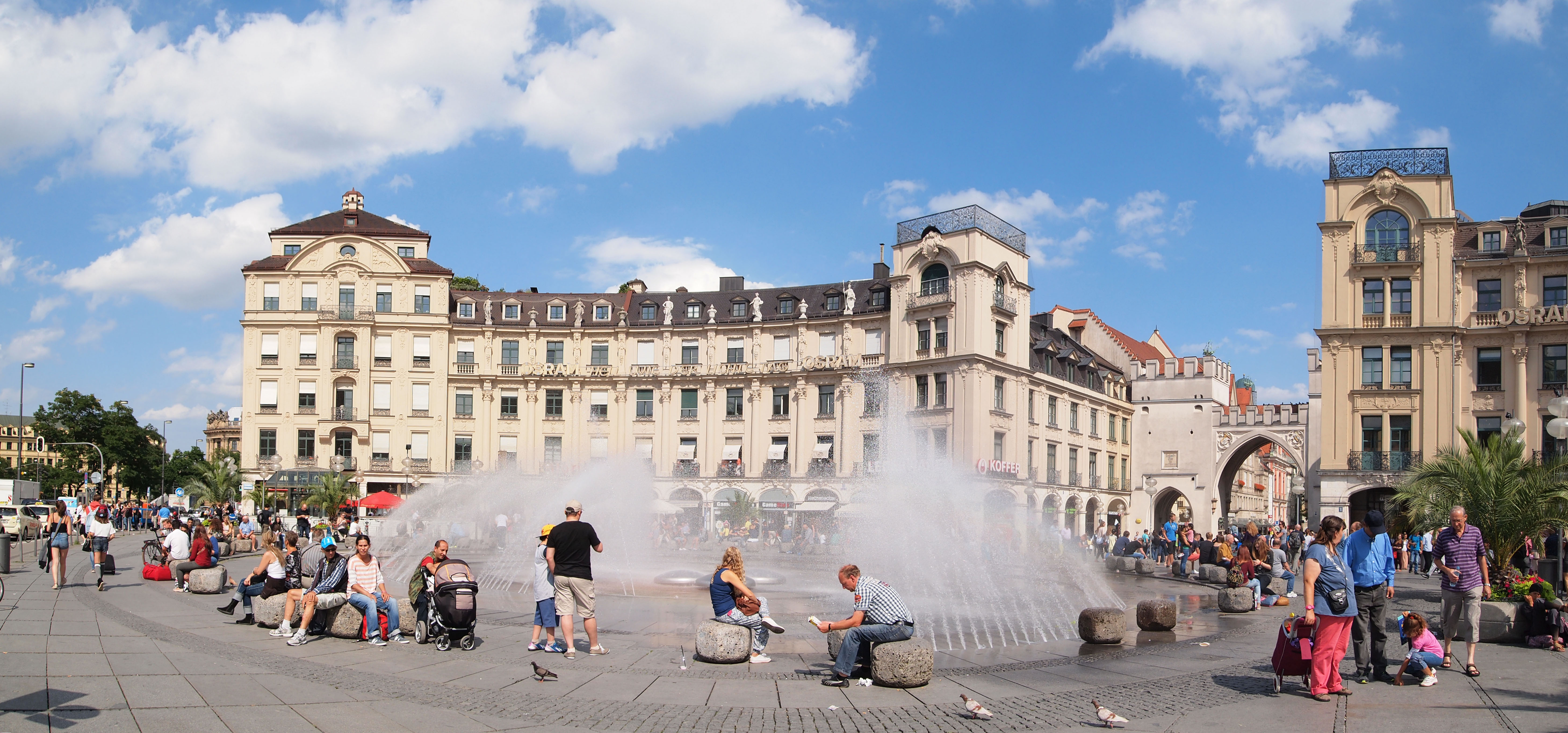
卡尔门

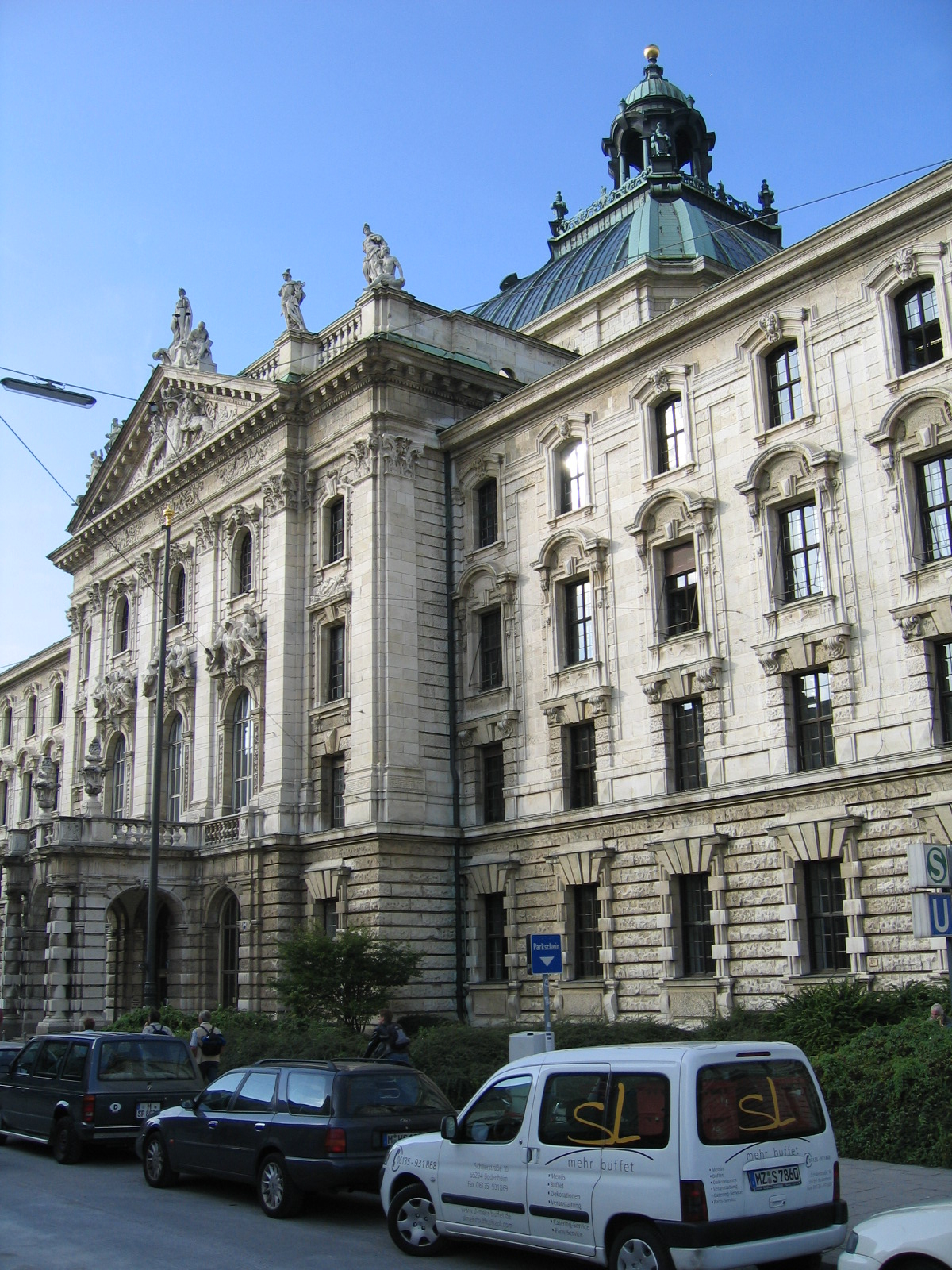
正义宫

卡尔广场（Karlsplatz，慕尼黑本地人通常称为斯塔修斯）是德国慕尼黑市中心的一个大型广场，建于1797年，得名于不得人心的巴伐利亚选帝侯卡尔·西奥多。斯塔修斯这个称呼则得名于酒馆"Beim Stachus"，一度由Eustachius Föderl拥有，并且直到卡尔广场开始兴建前一直位于此处。
广场上最重要的建筑物是卡尔门（已拆除的中世纪城堡西侧的城门）、以及新巴洛克风格的司法宫。在夏季，卡尔门前是一个大型喷泉。在冬季则变成了露天溜冰场。在其地下设有大型购物中心。卡尔广场和玛利亚广场之间，是该市主要的步行区（Neuhauser街、Kaufinger街）拥有无数的店铺和餐馆。
慕尼黑地铁和快铁都在卡尔广场设有车站，详见卡尔广场站。卡尔广场也是老城环城马路Altstadtring电车系统的一个枢纽。 